# 何国钟
何国钟（1933年5月5日—），男，广东南海人，中国物理化学家，中国科学院大连化学物理研究所研究员。曾任分子反应动力学国家重点实验室首届主任。

## 生平
1951年考入清华大学化工系，1955年毕业于北京石油学院石油化工机械系。1991年当选为中国科学院学部委员(院士)。